# Grande Prêmio da Hungria de 2004
Resultados do Grande Prêmio da Hungria de Fórmula 1 (oficialmente XX Marlboro Magyar Nagydíj) realizado em Hungaroring em 15 de agosto de 2004. Décima terceira etapa da temporada, foi vencido pelo alemão Michael Schumacher que subiu ao pódio junto a Rubens Barrichello numa dobradinha da Ferrari, com Fernando Alonso em terceiro pela Renault.

## Resumo
- Graças a mais uma dobradinha, a Ferrari é campeã mundial de construtores pela sexta vez seguida (em 2004 com cinco etapas de antecedência).

## Classificação

### Treinos oficiais
| Pos.   | Nº | Piloto               | Equipe           | Tempo     | Dif.      |
| ------ | -- | -------------------- | ---------------- | --------- | --------- |
| 1      | 1  | Michael Schumacher   | Ferrari          | 1:19.146  | —         |
| 2      | 2  | Rubens Barrichello   | Ferrari          | 1:19.323  | + 0.177   |
| 3      | 10 | Takuma Sato          | BAR-Honda        | 1:19.693  | + 0.547   |
| 4      | 9  | Jenson Button        | BAR-Honda        | 1:19.700  | + 0.554   |
| 5      | 8  | Fernando Alonso      | Renault          | 1:19.996  | + 0.850   |
| 6      | 4  | Antônio Pizzonia     | Williams-BMW     | 1:20.170  | + 1.024   |
| 7      | 3  | Juan Pablo Montoya   | Williams-BMW     | 1:20.199  | + 1.053   |
| 8      | 11 | Giancarlo Fisichella | Sauber-Petronas  | 1:20.324  | + 1.178   |
| 9      | 7  | Jarno Trulli         | Renault          | 1:20.411  | + 1.265   |
| 10     | 6  | Kimi Räikkönen       | McLaren-Mercedes | 1:20.570  | + 1.424   |
| 11     | 14 | Mark Webber          | Jaguar-Cosworth  | 1:20.730  | + 1.584   |
| 12     | 5  | David Coulthard      | McLaren-Mercedes | 1:20.897  | + 1.751   |
| 13     | 17 | Olivier Panis        | Toyota           | 1:21.068  | + 1.922   |
| 14     | 15 | Christian Klien      | Jaguar-Cosworth  | 1:21.118  | + 1.972   |
| 15     | 16 | Ricardo Zonta        | Toyota           | 1:21.135  | + 1.989   |
| 16     | 18 | Nick Heidfeld        | Jordan-Ford      | 1:22.180  | + 3.034   |
| 17     | 19 | Giorgio Pantano      | Jordan-Ford      | 1:22.356  | + 3.210   |
| 18     | 21 | Zsolt Baumgartner    | Minardi-Cosworth | 1:24.329  | + 5.183   |
| 19     | 20 | Gianmaria Bruni      | Minardi-Cosworth | 1:24.679  | + 5.533   |
| 20     | 12 | Felipe Massa         | Sauber-Petronas  | sem tempo | sem tempo |
| Fonte: |    |                      |                  |           |           |

### Corrida
| Pos.   | Nº | Piloto               | Construtor       | Voltas | Tempo/Diferença | Grid | Pontos |
| ------ | -- | -------------------- | ---------------- | ------ | --------------- | ---- | ------ |
| 1      | 1  | Michael Schumacher   | Ferrari          | 70     | 1:35:26.131     | 1    | 10     |
| 2      | 2  | Rubens Barrichello   | Ferrari          | 70     | + 4.696         | 2    | 8      |
| 3      | 8  | Fernando Alonso      | Renault          | 70     | + 44.599        | 5    | 6      |
| 4      | 3  | Juan Pablo Montoya   | Williams-BMW     | 70     | + 1:02.613      | 7    | 5      |
| 5      | 9  | Jenson Button        | BAR-Honda        | 70     | + 1:07.439      | 4    | 4      |
| 6      | 10 | Takuma Sato          | BAR-Honda        | 69     | + 1 volta       | 3    | 3      |
| 7      | 4  | Antônio Pizzonia     | Williams-BMW     | 69     | + 1 volta       | 6    | 2      |
| 8      | 11 | Giancarlo Fisichella | Sauber-Petronas  | 69     | + 1 volta       | 8    | 1      |
| 9      | 5  | David Coulthard      | McLaren-Mercedes | 69     | + 1 volta       | 12   |        |
| 10     | 14 | Mark Webber          | Jaguar-Cosworth  | 69     | + 1 volta       | 11   |        |
| 11     | 17 | Olivier Panis        | Toyota           | 69     | + 1 volta       | 13   |        |
| 12     | 18 | Nick Heidfeld        | Jordan-Ford      | 68     | + 2 voltas      | 16   |        |
| 13     | 15 | Christian Klien      | Jaguar-Cosworth  | 68     | + 2 voltas      | 14   |        |
| 14     | 20 | Gianmaria Bruni      | Minardi-Cosworth | 66     | + 4 voltas      | 19   |        |
| 15     | 21 | Zsolt Baumgartner    | Minardi-Cosworth | 65     | + 5 voltas      | 18   |        |
| Ret    | 19 | Giorgio Pantano      | Jordan-Ford      | 48     | Câmbio          | 17   |        |
| Ret    | 7  | Jarno Trulli         | Renault          | 41     | Motor           | 9    |        |
| Ret    | 16 | Ricardo Zonta        | Toyota           | 31     | Pane eletrônica | 15   |        |
| Ret    | 12 | Felipe Massa         | Sauber-Petronas  | 21     | Freios          | 20   |        |
| Ret    | 6  | Kimi Räikkönen       | McLaren-Mercedes | 13     | Pane elétrica   | 10   |        |
| Fonte: |    |                      |                  |        |                 |      |        |

## Tabela do campeonato após a corrida
| Pos.   | Piloto             | Pontos |
| ------ | ------------------ | ------ |
| 1      | Michael Schumacher | 120    |
| 2      | Rubens Barrichello | 82     |
| 3      | Jenson Button      | 65     |
| 4      | Jarno Trulli       | 46     |
| 5      | Fernando Alonso    | 45     |
| Fonte: |                    |        |

| Pos.   | Equipe           | Pontos |
| ------ | ---------------- | ------ |
| 1      | Ferrari          | 202    |
| 2      | Renault          | 91     |
| 3      | BAR-Honda        | 83     |
| 4      | Williams-BMW     | 54     |
| 5      | McLaren-Mercedes | 37     |
| Fonte: |                  |        |

- Nota: Somente as primeiras cinco posições estão listadas e a campeã mundial de construtores surge grafada em negrito.